# Олдржих (князь Брно)
Олдржих (Удальрих) (чеськ. Oldřich Brněnský; ? — 27 березня 1113) — чеський князь з династії Пржемисловичів. Старший син князя Конрада I Брненського і Вірпірки (Хільдбурги). Патріарх Брненської лінії династії. Князь брненський (1092–1097, 1101–1113), князь зноємський (1112–1113). Батько Вратислава Брненського.